# Yanomamö
Gli yanomami sono un gruppo etnico che abita per lo più la zona di foresta compresa tra i bacini dei fiumi Orinoco e Rio delle Amazzoni, sicché la frontiera tra il Venezuela e il Brasile attraversa il loro territorio tradizionale. Si stima che abbiano una popolazione di circa 27.000-32.000 individui. Denominazioni alternative sono Yanomame, Yanomami, Guaica, Guaharibo, Guajaribo, Shamatari, Cobari Kobali, Cobariwa.
L'invasione delle loro terre su grande scala ebbe inizio intorno al 1970 con la costruzione di strade e proseguì, intensificandosi alla fine degli anni ottanta con l'inizio della corsa all'oro in Amazzonia. Prima dell'arrivo dei garimpeiros (cercatori d'oro) vi erano stati contatti solamente da parte di missionari cattolici e protestanti, e sporadicamente con cacciatori o raccoglitori di gomma. L'incontro con i garimpeiros fu particolarmente rilevante perché diede luogo a violenze da parte di questi ultimi, che ebbero anche rilevanza internazionale in materia di violazione dei diritti umani (l'eccidio di una ventina di yanomami, soprattutto bambini e donne nel 1993).

## Stile di vita

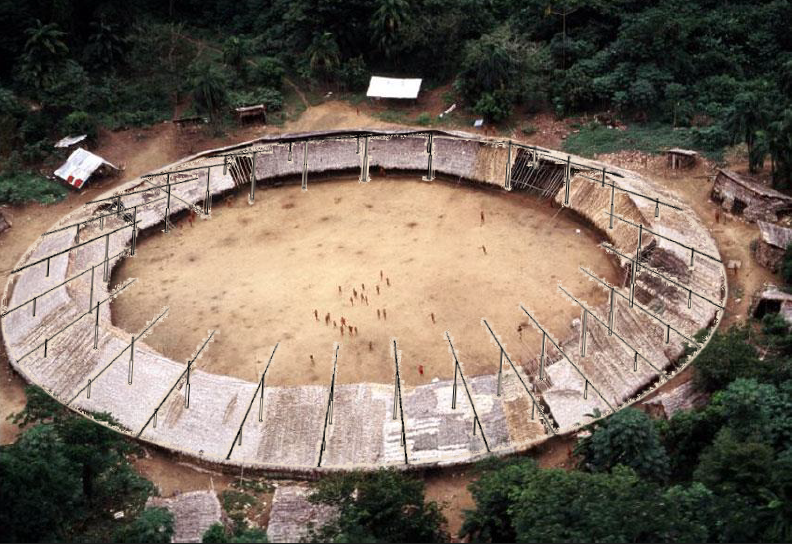
Uno shabono, tipico villaggio degli Yanomamö.

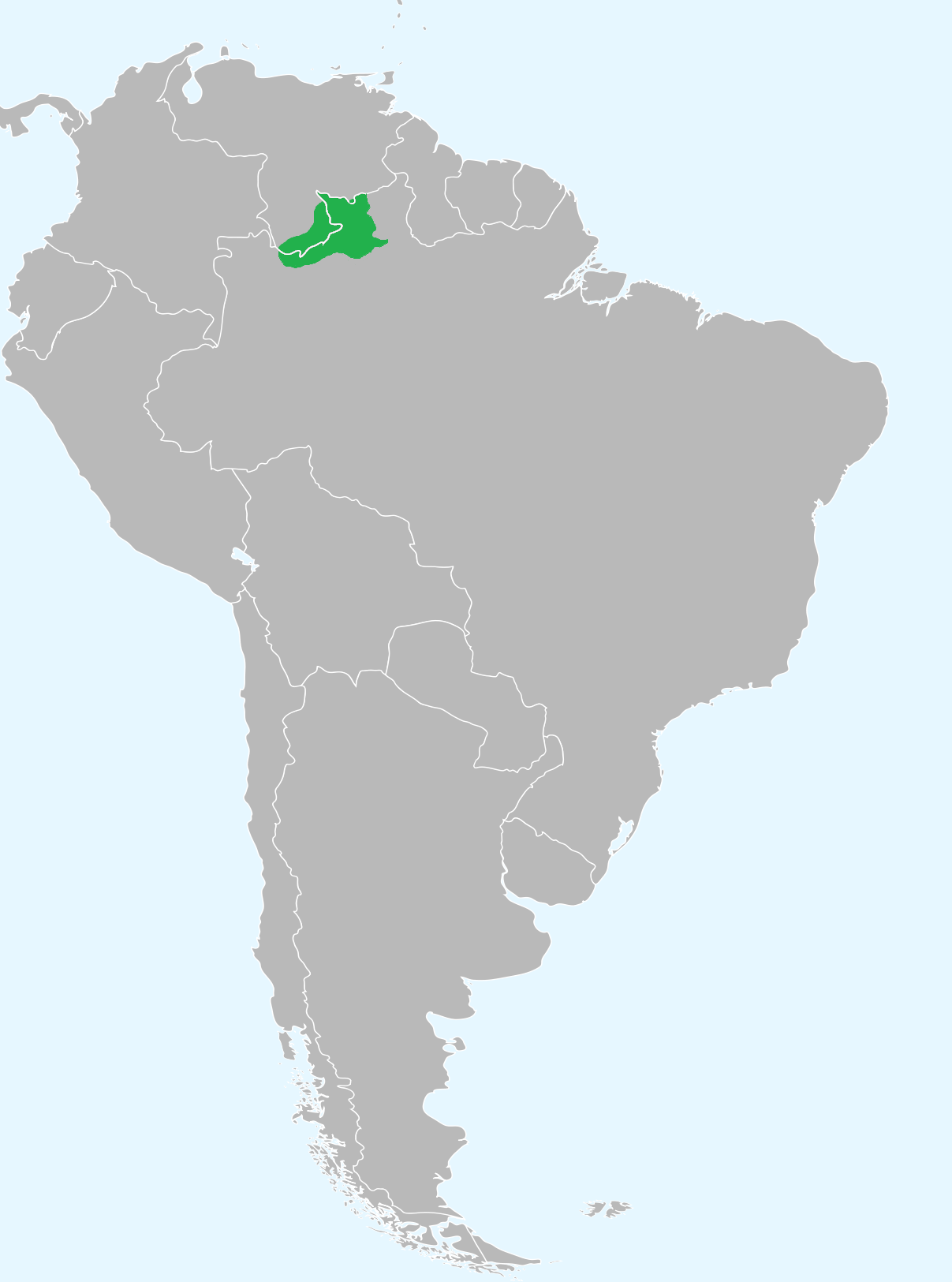
Ubicazione

Gli Yanomamö vivono in villaggi composti da persone dello stesso ceppo familiare. La dimensione dei villaggi è varia ma di solito il numero di persone va da 50 a 400. L'intero villaggio vive sotto un tetto comune, chiamato shabono, che ha la forma caratteristica ad ovale con la parte centrale aperta, di dimensione pari a circa 90-100 metri. Lo shabono stesso forma il perimetro del villaggio se non è stato fortificato con una palizzata. Sotto il tetto le divisioni vengono marcate da pali di sostegno che dividono le case individuali. Gli shabono vengono costruiti con l'uso di materiale proveniente dalla giungla circostante come foglie, liane e tronchi d'albero. Questo fa sì che la struttura sia esposta al danneggiamento da pioggia, vento, e insetti. Ogni 1-2 anni si devono costruire degli shabono nuovi.
Principalmente di fede animista, come quasi tutte le etnie amerinde, gli indios appartenenti a questa tribù vivono completamente nudi, specialmente i giovani. La loro organizzazione politico-sociale è contraddistinta dall'assenza di una leadership centralizzata e coercitiva, l'accesso alla posizione di leader è uguale per tutti i membri del villaggio. Sono coltivatori di tuberi, tabacco e banane. Gli Yanomamö dipendono dalla foresta e usano la tecnica di orticoltura del debbio (in inglese: "Slash and Burn"), coltivano frutta, pescano pesce, e cacciano gli animali. Gli indios Yanomamö si spostano frequentemente per evitare la sovrappopolazione di una zona. Secondo il divulgatore scientifico canadese Joe Schwarcz gli Yanomami, pur vivendo in un ambiente ostile come la foresta amazzonica, non soffrono di ipertensione; secondo lui, ciò è dovuto al fatto che non mettono sale nei loro cibi.

## Educazione
Nei bambini l'esternazione di tutte le emozioni è fortemente orientata dal clima di violenza in cui vivono gli Yanomamö. Queste popolazioni sono spesso impegnate in conflitti con le tribù vicine durante i quali uccidono uomini e rapiscono donne. Anche le relazioni interpersonali e i conflitti interni vengono risolti manifestando atteggiamenti di estrema violenza. Di conseguenza i bambini sono allevati in un clima di scarso affetto e sia ai maschi che alle femmine viene insegnato un comportamento aggressivo che si evidenzia anche nelle relazioni all'interno del gruppo dei pari.

## Insediamenti
Vivono in un ambiente di foresta tropicale, ai piedi dei monti Parima, ad est del fiume Batau, e nei pressi dei fiumi Padamo, Ocamo, Manaviche e Orinoco in Venezuela; alcuni gruppi sono presenti anche nello stato brasiliano dell'Amazonas, sugli affluenti del Rio Negro.

## Lingua
Parlano la lingua Yanomamo (codice ISO 639: GUU). La parola Yanomamö significa essere umano nella loro lingua. La parola deve essere pronunciata con forte nasalizzazione. Il suono fonetico 'ö' non esiste nella lingua italiana, ed è quindi stato adattato con la lettera 'i' nella stampa, fornendo la scrittura errata Yanomami.